# Maximilian von Frey
Maximilian von Frey, född 16 november 1852, död 25 januari 1932, var en tysk fysiolog.
Frey blev professor i Leipzig 1896, i Zürich 1898 och Würzburg 1899. Freys viktigaste arbeten avhandlar sinnesfysiologiska problem, framför allt hudens känselsinne. Han har även lämnat bidrag till kännedomen om kärlnerverna, pulsen med mera. Frey var medutgivare av Zeitschrift für Biologie.